# Vanity Fair (film fra 1922)
Vanity Fair er en britisk stumfilm fra 1922 af Walter Courtney Rowden.

## Medvirkende
- Clive Brook som Rawdon Crawley
- Douglas Munro som Marquis of Staines
- Henry Doughty som Mr. Wenham
- Kyrle Bellew som Becky Sharp